# Временно председателство на Народната република
Временното председателство на Народната република е държавна институция в България, функционирала от обявяването на страната за народна република през септември 1946 година до приемането на Димитровската конституция през декември 1947 година. Основната цел на Временното председателство е да се засили влиянието на БРП (к.) в управлението, като се премахне не достатъчно лоялния регентски съвет.
Временното председателство е създадено на 31 юли 1946 година на основание на „Закона за допитване до народа за премахване на монархията и провъзгласяване на народна република“ и за свикване на Велико Народно събрание. То започва работа след референдума и премахването на монархията на 15 септември 1946 година, като поема правомощията на монархическия институт (виж XXVI обикновено народно събрание). Според закона членове на Временното председателство са председателят и подпредседателите на парламента, поради което съставът му се променя неколкократно за времето на неговото съществуване.
През целия период председател на Временното председателство е комунистът Васил Коларов. Според закона председателят изпълнява функциите на държавен глава. Поради неясната правна уредба, на практика Временното председателство не функционира като колективен орган, а решенията се взимат еднолично от неговия председател.
След приемането на Димитровската конституция функциите на Временното председателство са поети от Президиума на Народното събрание.